# Antiblemma agrestis
Antiblemma agrestis là một loài bướm đêm trong họ Erebidae.